# Liste de films syriens
Ceci est la liste la plus exhaustive possible de films de Syrie, à mettre à jour.

## Années 1970

### 1972
- Les Dupes (Tawfiq Saleh)

### 1973
- Wajh Akhar Lil Hub (Muhammad Shahin)

### 1974
- Al-Mughamara (Muhammad Shahin)
- Everyday Life in a Syrian Village (Omar Amiralay)

## 1975
- Kafr kasem (Borhane Alaouié)

## Années 1980

### 1981
- Hadithat el-Nosf Metr (Samir Zikra)

### 1984
- Les Rêves de la ville (Mohamed Malas)

### 1986
- Al-Shams Fi Yawam Gha'em (Muhammad Shahin)

## 1990s

### 1992
- Al-Lail (Mohamed Malas)

### 1993
- Al-Kompars (Nabil Maleh)

### 1996
- On a Day of Ordinary Violence, My Friend Michel Seurat... (Omar Amiralay)

### 1997
- There Are So Many Things Still to Say (Omar Amiralay)
- A Plate of Sardines (Omar Amiralay)

### 1998
- Nassim al-Roh (Abdellatif Abdelhamid)

### 1999
- A1 (Muhammad Ali Adeeb)

## Années 2000

### 2000
- The Man With Golden Soles (Omar Amiralay)

### 2001
- Qamaran wa Zaytouna (Abdellatif Abdelhamid)
- Ahla Al- Ayam (Muhammad Ali Adeeb)

### 2002
- The Box of Life (Usama Muhammad)

### 2003
- A Flood in Baath Country (Omar Amiralay)

### 2005
- Passion (Bab al-Makam) (Mohamed Malas)
- Before Vanishing (Joude Gorani)

### 2008
- Dolls - A Woman from Damascus (Diana El Jeiroudi)
- Hassiba (Raymond Boutros)

## Années 2010

### 2010
- Damascus with Love (Mohamad Abdulaziz)
- September Rain (Abdullatif Abulhamid)
- Apricots (Amar Chebib)
- Damascus Roof and Tales of Paradise (Soudade Kaadan)

### 2012
- Mariam (Basil Al-Khatib)

### 2013
- Une échelle pour Damas (Mohammad Malas)